# Ulice i place osiedla Podgrodzie w Olsztynie
Ulice i place na Podgrodziu w Olsztynie.
Dawne nazwy ulic do roku 1945 są w języku niemieckim.

## Barczewskiego Walentego ks.
Do roku 1945 nazwa ulicy brzmiała Ring-Straße (ulica Okrężna). Ulica znajduje się na północnym Podgrodziu. Łączy skrzyżowanie alei Warszawskiej i ulic Śliwy, Polnej i Kazimierza Jagiellończyka w kierunek rzeki Łyny, gdzie kończy swój bieg na tle Szpitala Miejskiego w Olsztynie.
Nazwę ulicy zawdzięcza Walentemu Barczewskiemu, Warmiakowi, działaczowi narodowemu.

## Borkowskiego Tadeusza ks.
Od 29 grudnia 2017 patronem ulicy jest ks. Tadeusz Borkowski, wieloletni proboszcz olsztyńskiej katedry, a następnie wikariusz generalny diecezji warmińskiej.
Od lat 70. XX w., kiedy zbudowano pierwsze bloki na Podgrodziu, do 29 grudnia 2017 patronem ulicy był Marian Gotowiec, rektor Wyższej Szkoły Rolniczej w Olsztynie, wiceminister państwowych gospodarstw rolnych, wieloletni przewodniczący Prezydium Wojewódzkiej Rady Narodowej w Olsztynie.
Ulica znajduje się na wschodnim Podgrodziu. Prowadzi od ulicy Barczewskiego w kierunku południowym, gdzie rozchodzi się na zachodnie i wschodnie części.

## Gałczyńskiego Konstantego Ildefonsa
Ulica na południu osiedla Podgrodzia. Powstała w latach 80. XX wieku, wraz z budową bloków mieszkalnych. Ulica prowadzi od okolicy skrzyżowania z aleją Obrońców Tobruku na południe do ulicy Iwaszkiewicza.
Nazwę ulica zawdzięcza Konstantemu Ildefonsowi Gałczyńskiemu, polskiemu poecie.

## Iwaszkiewicza Jarosława
Ulica zbudowana w latach 80. XX wieku, po wybudowaniu bloków mieszkalnych na Podgrodziu. Ulica znajduje się na południowym Podgrodziu. Ulica prowadzi od skrzyżowania z aleją Obrońców Tobruku do skrzyżowania z ulicą Tuwima.
Nazwę ulic zawdzięcza Jarosławowi Iwaszkiewiczowi, polskiemu pisarzowi, współtwórcy grupy poetyckiej Skamander.

## Korczaka Janusza
Ulica znajduje się na północnym Podgrodziu. Łączy ulicę Barczewskiego i prowadzi na południowy wschód do ulicy Borkowskiego.
Nazwa ulica zawdzięcza Januszowi Korczakowi, pedagogu, publicyście, który zginął w obozie koncentracyjnym Treblinka.

## Knosały Ryszarda
Do roku 1945 nazwa ulicy brzmiała Garten-Straße (ulica Ogrodowa). Ulica znajduje się na północnym Podgrodziu. Rozciąga się od ulicy Szrajbera, (przy dawnym Stadthof-Platz (placu Dworu Miejskiego) do alei Niepodległości (naprzeciwko Szkoły Podstawowej nr 10 im. Broniewskiego). Ulica sąsiaduje z placem Roosevelta. Przy ulicy znajdują się stare kamienice z początku XX wieku.
Przy ulicy znajdowała się pętla autobusów podmiejskich linii 14 i 84. Zatrzymywały się na niej także autobusy linii 1 i 6, jeżdżące tylko w kierunku Śródmieścia.
Nazwę ulica zawdzięcza Ryszardowi Knosale (ur. 21 lutego 1907 – zm. 6 lutego 1945), nauczycielowi, działaczowi harcerskiemu i oświatowemu na Warmii.

## Lengowskiego Michała
Do roku 1945 nazwa ulicy brzmiała Kammerei-Gasse (ulica Miejskiego Skarbu - tj. miejskiej kasy lub urzędu skarbowego miasta). Ulica znajduje się na północnym Podgrodziu. Ulica po drugiej wojnie światowej nazywała się ulicą Wiejską. W późnych latach 60. XX wieku nazwę zmieniono na cześć zmarłego wówczas poety Michała Lengowskiego. Ulica łączy ulicę Barczewskiego do ślepej części ulicy z aleją Niepodległości pomiędzy boiskiem Szkoły Podstawowej nr 10 im. Broniewskiego a Wojewódzką Jednostką Ratowniczo-Gaśniczą nr 1 Państwowej Straży Pożarnej. Przy ulicy znajdują się w większości tereny zielone oraz bloki mieszkalne.
Nazwę ulicy zawdzięcza Michałowi Lengowskiemu (ur. 1873 – zm. 1967), poecie polskiemu.

## Mariańska
Do roku 1945 nazwa ulicy brzmiała Marien-Gasse (ulica Mariańska). Ulica znajduje się na północno-wschodnim Podgrodziu. Łączy aleję Niepodległości z ulicą ks. Osińskiego. Ulica skręca w kierunku zachodnim przy znajdującym się przy niej, Szpitalu Miejskim w Olsztynie.
Nazwa ulicy pochodzi od Najświętszej Maryi Panny, a kapliczka maryjna znajduje się przy alei Niepodległości, nieopodal Szpitala Miejskiego.

## Martuszewskiego Edwarda
Krótka ulica na południowym Podgrodziu, wybudowana w latach 90. XX wieku. Ulica prowadzi od ulicy Iwaszkiewicza w kierunku rzeki Łyny. Zabudowana jest szeregowcami.
Nazwę ulicy zawdzięcza Edwardowi Martuszewskiemu, (ur. 14 marca 1921 – zm. 27 lipca 1982 w Olsztynie), poecie polskiemu.

## Niepodległości aleja

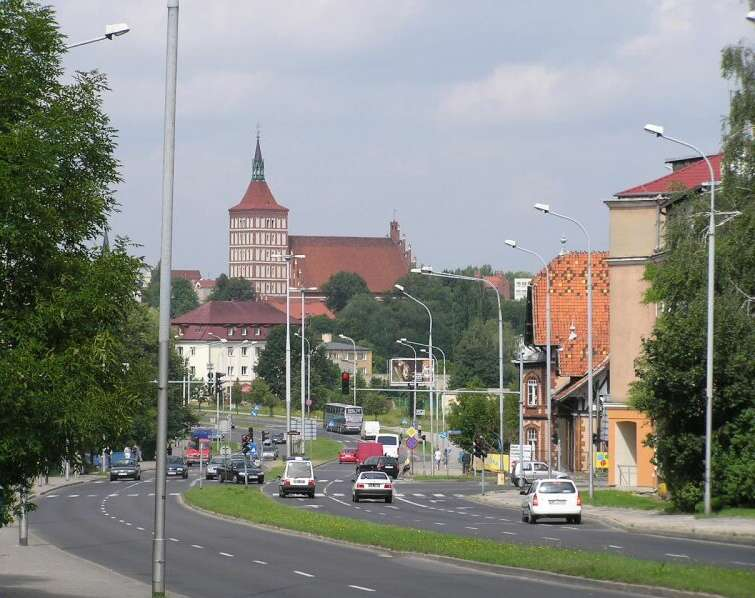
Aleja Niepodległości

Jedna z głównych alei Olsztyna, prowadzi od placu Roosevelta (skrzyżowanie ul. Szrajbera, ul. Śliwy i ul. Mochnackiego) do ulicy Pstrowskiego.  Przy alei Niepodległości znajduje się Szpital Miejski oraz Wojewódzka Jednostka Ratowniczo-Gaśnicza nr 1 Państwowej Straży Pożarnej. W ciągu alei znajduje się Most Mariacki pomiędzy skrzyżowaniem z ulicą Kościuszki i skrzyżowaniem z ulicą Mariacką.

## Obrońców Tobruku aleja
Aleję wybudowano jako część trasy ruchu tranzytowego przez Olsztyn do Augustowa i Ogrodnik z Warszawy i Grudziądza, który teraz przyniósł się na ulice Tuwima oraz Synów Pułku. Aleja łączy aleję Warszawską i ulicę Armii Krajowej z aleją Sikorskiego. W ciągu alei znajduje się most nad rzeką Łyną.

## Osińskiego Wacława ks.
Do roku 1945 nazwa ulicy brzmiała Ziegel-Straße (ulica Ceglana/Dachówkowa). Ulica znajduje się na północno-zachodnim Podgrodziu. Ulica prowadzi od ulicy Śliwy nieopodal Wojewódzkiej Jednostki Ratowniczo-Gaśniczej nr 1 Państwowej Straży Pożarnej, w kierunek południowy do ulicy Barczewskiego. Przy ulicy znajdują się w większości bloki mieszkaniowe. Dawniej pomiędzy ulicą a aleją Warszawską znajdowała się Lazarett-Straße (ulica Lazaretowa), która dziś już nie istnieje.
Nazwę ulicy zawdzięcza ks. Wacławowi Osińskiemu (ur. 1868 – zm. 1945), księdzu, prezesowi i działaczowi IV dzielnicy Związku Polaków w Prusach Wschodnich, proboszczowi kościoła w Wuttrienen (Butryny pod Olsztynem).

## Polna
Ulica prowadzi od skrzyżowania alei Warszawskiej i ulic Śliwy, Barczewskiego i Kazimierza Jagiellończyka. Ulica znajduje się na zachodnim Podgrodziu. Prowadzi w kierunku południowym, zmierzając do ulicy Obrońców Tobruku. Przy ulicy znajdują się tereny niezabudowane oraz bloki mieszkalne.

## Profesorska
Ulica wybudowana w latach 70. XX wieku. Znajduje się na zachodnim Podgrodziu. Ulica prowadzi w kierunku południowym od ulicy Polnej do okolic północnej części alei Obrońców Tobruku przy skrzyżowaniu z aleją Warszawską i ulicy Armii Krajowej. Przy ulicy znajduje się bloki mieszkalne.

## Roosevelta Franklina plac
Plac znajduje się u zbiegu ulic Szrajbera, Śliwy, Mochnackiego i alei Niepodległości. Plac dawniej tętniący handlem, teraz odgrywa rolę miejsca przejazdu głównie ruchu miejskiego.

## Rymkiewicza Aleksandra
Ulica wybudowana w latach 80. XX wieku, wraz z budową bloków mieszkaniowych na Podgrodziu. Ulica znajduje się na zachodnim Podgrodziu. Jest to krótka uliczka odchodząca od ulicy Gałczyńskiego nieopodal alei Obrońców Tobruku. Znajdują się przy niej wyłącznie szeregowe domy jednorodzinne.
Nazwę ulicy zawdzięcza Aleksandrowi Rymkiewiczowi (ur. 1913 – zm. 1983), poecie polskiemu.

## Szrajbera Feliksa
Ulica znajdująca się na obrzeżach północnego Podgrodzia i Śródmieścia Olsztyna, będąca przedłużeniem ulicy Pieniężnego, która łączy plac Roosevelta, czyli skrzyżowanie alei Niepodległości, ulicy Śliwy i ulicy Mochnackiego. Przy ulicy znajdują się niektóre budynki i wydziały UWMu.

## Śliwy Alojzego
Ulica jest jedną z głównych arterii Podgrodzia, łącząca Śródmieście z Kortowem i południowymi dzielnicami Olsztyna. Ulica Śliwy jest również łącznikiem placu Roosevelta (czyli skrzyżowanie alei Niepodległości, ulicy Szrajbera, i ulicy Mochnackiego) z aleją Warszawską, która prowadzi w kierunku wylotówki na Olsztynek i Warszawę.

## Tuwima Juliana
Ulica istniejąca jako droga o nawierzchni nieutwardzonej od XX wieku, jako połączenie Kortowa z Nagórkami. Do 1982 roku nosiła nazwę Mleczna. Dziś ulica jest częścią trasy tranzytowej ruchu z Olsztynka, Warszawy i Gdańska w kierunku Augustowa, Ogrodnik, Bezled i Królewca. Ulica prowadzi równolegle do alei Obrońców Tobruku od skrzyżowania alei Warszawskiej i ulicy prof. Prawocheńskiego do skrzyżowania alei Sikorskiego i ulicy Synów Pułku, nieopodal hipermarketu Auchan.
W ciągu ulicy Tuwima znajduje się most na Łynie.

## Warszawska aleja
Aleja jest jedną z ważniejszych arterii komunikacyjnych miasta. Główna część alei zaczyna się przy skrzyżowaniu ulic Śliwy, Barczewskiego, Polnej i Kazimierza Jagiellończyka, i biegnie aż ku granicom administracyjnym miasta, jest także częścią drogi tranzytowej, łączącej Mazury z Olsztynkiem i dalej w stronę Gdańska, Warszawy oraz południowej Polski. Aleja również ciągnie się od skrzyżowania z ulicami Grunwaldzką, Mochnackiego i Prostą, gdzie jest ulicą ślepą. Przy alei znajduje się oddział olsztyński Generalnej Dyrekcji Dróg Krajowych i Autostrad, koszary wojskowe i niektóre budynki UWMu.

## Ulice nieistniejące

### Lazarett-Straße(ulica Lazaretowa)
Ulica wybudowana za czasów Prus Wschodnich, która nie istnieje od roku 1945. Ulica już nieistniejąca była pomiędzy aleją Warszawską, ulicą Śliwy i ulicą ks. Osińskiego.
Nazwa ulicy pochodziła od lazaretu, dawnego określenia szpitala wojskowego, zwłaszcza szpitala polowego.